# Daniel Rosin
Daniel Rosin (Freital, 1980. május 18. –) német labdarúgó, 2012-ben a német RB Leipzig csapatából vonult vissza.

## Pályafutása
Fiatalon az NDK-ban szereplő Aufbau Rabenau és Stahl Freital csapataiban ismerkedett a labdarúgás alapjaival. 9 évesen csatlakozott a Dynamo Dresden csapatához, ahol végig járta a korosztályos csapatokat. Az 1998-99-es szezonban lett a felnőtt csapat tagja, de nem lépett pályára, majd egy esztendő után távozott. A Bayern München II csapatának lett a játékosa egy éven keresztül. 2000 és 2003 között az Alemannia Aachen játékosa volt. 2002-ben közel került a skót Rangers FC csapatához, de végül az átigazolás nem jött létre.
A Wacker Burghausen csapatához ingyen került. 2004 szeptemberébe meniszkusz sérülése és elülsőkeresztszalag-szakadássa volt, ezt megműtötték és 15 hónap után 2005 decemberében visszatért. A 2008-09-es szezonban csatlakozott a Magdeburg klubjához. Itt társai csapatkapitánynak választották. Daniel a klubbal 3 éves szerződést kötött, de első szezonja után közölte a klub vezetőségével, hogy távozik az egyesülettől. 2009-ben az RB Leipzig csapatába igazolt. Három esztendő alatt 50 bajnoki mérkőzésen szerepelt. 2012-ben visszavonult az aktív labdarúgástól.

## Statisztika
| Klub              | Szezon   | Bajnokság | Bajnokság | Kupa  | Kupa | Nemzetközi | Nemzetközi | Összesen | Összesen |
| Klub              | Szezon   | Mérk.     | Gól       | Mérk. | Gól  | Mérk.      | Gól        | Mérk.    | Gól      |
| ----------------- | -------- | --------- | --------- | ----- | ---- | ---------- | ---------- | -------- | -------- |
| Dynamo Dresden    | 1998-99  | 0         | 0         | 0     | 0    | -          | -          | 0        | 0        |
| Bayern München II | 1999-00  | 21        | 1         | 0     | 0    | -          | -          | 21       | 1        |
| Alemannia Aachen  | 2000-01  | 5         | 0         | 1     | 0    | -          | -          | 6        | 0        |
| Alemannia Aachen  | 2001-02  | 12        | 0         | 0     | 0    | -          | -          | 12       | 0        |
| Alemannia Aachen  | 2002-03  | 15        | 2         | 0     | 0    | -          | -          | 15       | 2        |
| Wacker Burghausen | 2003-04  | 24        | 2         | 2     | 2    | -          | -          | 26       | 4        |
| Wacker Burghausen | 2004-05  | 2         | 0         | 0     | 0    | -          | -          | 2        | 0        |
| Wacker Burghausen | 2005-06  | 15        | 0         | 0     | 0    | -          | -          | 15       | 0        |
| Wacker Burghausen | 2006-07  | 15        | 0         | 2     | 0    | -          | -          | 17       | 0        |
| Wacker Burghausen | 2007-08  | 18        | 1         | 0     | 0    | -          | -          | 18       | 1        |
| 1. FC Magdeburg   | 2008-09  | 32        | 1         | 0     | 0    | -          | -          | 32       | 1        |
| RB Leipzig        | 2009-10  | 22        | 5         | 0     | 0    | -          | -          | 22       | 5        |
| RB Leipzig        | 2010-11  | 26        | 2         | 0     | 0    | -          | -          | 26       | 2        |
| RB Leipzig        | 2011-12  | 2         | 1         | 1     | 0    | -          | -          | 3        | 1        |
| Összesen          | Összesen | 209       | 15        | 6     | 2    | 0          | 0          | 207      | 17       |